# Ginástica nos Jogos Pan-Americanos de 1951
A primeira edição da ginástica, realizada nos Jogos Pan-Americanos de 1951, decorreu-se em Buenos Aires, na  Argentina e contou apenas com os eventos masculinos da ginástica artística.

## Eventos
- Individual geral masculino
- Equipes masculino
- Solo masculino
- Barra fixa
- Barras paralelas
- Cavalo com alças
- Argolas
- Salto sobre a mesa masculino

## Medalhistas

### Ginástica artística
Individual
| Evento                    | Ouro                                 | Prata                                | Bronze                       |
| Individual geral detalhes | William Roetzheim USA Estados Unidos | Rafael Lecuona CUB Cuba              | Juan Caviglia ARG Argentina  |
| Solo detalhes             | Juan Caviglia ARG Argentina          | William Roetzheim USA Estados Unidos | Francisco Cascante CUB Cuba  |
| Cavalo com alças detalhes | Rafael Lecuona CUB Cuba              | William Roetzheim USA Estados Unidos | Ovidio Ferrari ARG Argentina |
| Argolas detalhes          | Ángel Aguiar CUB Cuba                | Fernando Lecuona CUB Cuba            | Roberto Villacián CUB Cuba   |
| Salto detalhes            | Ángel Aguiar CUB Cuba                | Rafael Lecuona CUB Cuba              | Ovidio Ferrari ARG Argentina |
| Barras paralelas detalhes | Pedro Lonchibucco ARG Argentina      | Enrique Rapesta ARG Argentina        | Juan Caviglia ARG Argentina  |
| Barra fixa detalhes       | William Roetzheim USA Estados Unidos | Juan Caviglia ARG Argentina          | César Bonoris ARG Argentina  |

Equipes
| Evento                             | Ouro | Prata | Bronze |
| Equipe - solo detalhes             | César Bonoris Enrique Rapesta Juan Caviglia Jorge Soler Mario Fizbein Ovidio Ferrari Pedro Lonchibucco Roberto Núñez ARG Argentina        | Ángel Aguiar Baldomero Rubiera Fernando Lecuona Francisco Cascante José A. Vásquez Rafael Lecuona Raimundo Rey Roberto Villacián CUB Cuba | Carlos Duarte Everardo Peña Guillermo Yáñez José Rosellón José Savignon Manuel Guzmán Manuel Ortiz Rubén Lira MEX México |
| Equipe - cavalo com alças detalhes | César Bonoris Enrique Rapesta Juan Caviglia Jorge Soler Mario Fizbein Ovidio Ferrari Pedro Lonchibucco Roberto Núñez ARG Argentina        | Ángel Aguiar Baldomero Rubiera Fernando Lecuona Francisco Cascante José A. Vásquez Rafael Lecuona Raimundo Rey Roberto Villacián CUB Cuba | Carlos Duarte Everardo Peña Guillermo Yáñez José Rosellón José Savignon Manuel Guzmán Manuel Ortiz Rubén Lira MEX México |
| Equipe - argolas detalhes          | Ángel Aguiar Baldomero Rubiera Fernando Lecuona Francisco Cascante José A. Vásquez Rafael Lecuona Raimundo Rey Roberto Villacián CUB Cuba | César Bonoris Enrique Rapesta Juan Caviglia Jorge Soler Mario Fizbein Ovidio Ferrari Pedro Lonchibucco Roberto Núñez ARG Argentina        | Carlos Duarte Everardo Peña Guillermo Yáñez José Rosellón José Savignon Manuel Guzmán Manuel Ortiz Rubén Lira MEX México |
| Equipe - salto detalhes            | Ángel Aguiar Baldomero Rubiera Fernando Lecuona Francisco Cascante José A. Vásquez Rafael Lecuona Raimundo Rey Roberto Villacián CUB Cuba | César Bonoris Enrique Rapesta Juan Caviglia Jorge Soler Mario Fizbein Ovidio Ferrari Pedro Lonchibucco Roberto Núñez ARG Argentina        | Carlos Duarte Everardo Peña Guillermo Yáñez José Rosellón José Savignon Manuel Guzmán Manuel Ortiz Rubén Lira MEX México |
| Equipe - barras paralelas detalhes | Ángel Aguiar Baldomero Rubiera Fernando Lecuona Francisco Cascante José A. Vásquez Rafael Lecuona Raimundo Rey Roberto Villacián CUB Cuba | César Bonoris Enrique Rapesta Juan Caviglia Jorge Soler Mario Fizbein Ovidio Ferrari Pedro Lonchibucco Roberto Núñez ARG Argentina        | Carlos Duarte Everardo Peña Guillermo Yáñez José Rosellón José Savignon Manuel Guzmán Manuel Ortiz Rubén Lira MEX México |
| Equipe - barra fixa detalhes       | César Bonoris Enrique Rapesta Juan Caviglia Jorge Soler Mario Fizbein Ovidio Ferrari Pedro Lonchibucco Roberto Núñez ARG Argentina        | Ángel Aguiar Baldomero Rubiera Fernando Lecuona Francisco Cascante José A. Vásquez Rafael Lecuona Raimundo Rey Roberto Villacián CUB Cuba | Carlos Duarte Everardo Peña Guillermo Yáñez José Rosellón José Savignon Manuel Guzmán Manuel Ortiz Rubén Lira MEX México |

## Quadro de medalhas
| Ordem | País           | Medalha de ouro | Medalha de prata | Medalha de bronze |    |
| ----- | -------------- | --------------- | ---------------- | ----------------- | -- |
| 1     | Cuba           | 3               | 4                | 2                 | 9  |
| 2     | Argentina      | 3               | 2                | 5                 | 10 |
| 3     | Estados Unidos | 2               | 2                | 0                 | 4  |
| 4     | México         | 0               | 0                | 1                 | 1  |
| TOTAL | TOTAL          | 8               | 8                | 8                 | 24 |